# دهستان آبیدر
دهستان آبیدر نام دهستانی در بخش مرکزی شهرستان سنندج، استان کردستان در ایران است. بر اساس سرشماری مرکز آمار ایران در سال ۱۳۸۵، جمعیت آن ۱۴۲۷۴ نفر (۳۵۳۵ خانوار) بوده‌است.